# Lyriothemis tricolor
Lyriothemis tricolor is een libellensoort uit de familie van de korenbouten (Libellulidae), onderorde echte libellen (Anisoptera).
De soort staat op de Rode Lijst van de IUCN als niet bedreigd, beoordelingsjaar 2006.
De wetenschappelijke naam Lyriothemis tricolor is voor het eerst geldig gepubliceerd in 1919 door Ris.